# Az igazság játszmája
Az igazság játszmája (eredeti cím: The Fix) 2019-es amerikai dráma sorozat, amelyet Marcia Clark, Elizabeth Craft és Sarah Fain alkotott.
A sorozat producerei David Hoberman, Elizabeth Craft, Laurie Zaks, Marcia Clark, Sarah Fain és Todd Lieberman. A főszerepben Robin Tunney, Adewale Akinnuoye-Agbaje, Adam Rayner, Merrin Dungey és Marc Blucas láthatók. A zeneszerzője Gregory Tripi. A sorozat a Happier in Hollywood, a Mandeville Television és az ABC Studios gyártásában készült, forgalmazója a Disney–ABC Domestic Television.
Amerikában 2019. március 18-tól volt látható az ABC-n. Magyarországon az RTL Klub mutatta be 2021. április 8-án.
2019. május 10-én az ABC egy évad után elkaszálta a sorozatot.

## Cselekmény
Miután Maya Travis elveszít egy pert Severen Johnson színész ellen, összeomlik. 8 évvel később egy gyilkosság miatt Severen neve ismét feltűnik, Maya pedig visszatér, hogy börtönbe csukja a színészt.

## Szereplők
| Szereplők            | Színész                  | Magyar hang    |
| -------------------- | ------------------------ | -------------- |
| Maya Travis          | Robin Tunney             | Ruttkay Laura  |
| Sevvy Johnson        | Adewale Akinnuoye-Agbaje | Gémes Antos    |
| Matthew Collier      | Adam Rayner              | Posta Victor   |
| C.J. Emerson         | Merrin Dungey            | Peller Anna    |
| Alan "Charlie" Wiest | Breckin Meyer            | Pál Tamás      |
| River "Riv" Allgood  | Marc Blucas              | Viczián Ottó   |
| Loni Kampour         | Mouzam Makkar            | Kiss Eszter    |
| Gabriel Johnson      | Alex Saxon               | Czető Roland   |
| Ezra Wolf            | Scott Cohen              | Kautzky Armand |

## Évados áttekintés
| Évad | Évad | Epizód | Eredeti sugárzás  | Eredeti sugárzás | Eredeti adó | Magyar sugárzás  | Magyar sugárzás | Magyar adó |
| Évad | Évad | Epizód | Évadpremier       | Évadfinálé       | Eredeti adó | Évadpremier      | Évadfinálé      | Magyar adó |
| ---- | ---- | ------ | ----------------- | ---------------- | ----------- | ---------------- | --------------- | ---------- |
|      | 1    | 10     | 2019. március 18. | 2019. május 20.  |             | 2021. április 8. | N/A             | RTL Klub   |

## Epizódok

### 1. évad (2019)
| #   | #   | Eredeti cím     | Magyar cím     | Rendezte         | Írta                                        | Eredeti premier   | Magyar premier    |
| --- | --- | --------------- | -------------- | ---------------- | ------------------------------------------- | ----------------- | ----------------- |
| 1.  | 1.  | Pilot           | Újra a fronton | Larysa Kondracki | Marcia Clark, Elizabeth Craft és Sarah Fain | 2019. március 18. | 2021. április 8.  |
| 2.  | 2.  | Revenge         |                | Michael Katleman | Marcia Clark, Elizabeth Craft és Sarah Fain | 2019. március 25. | 2021. április 10. |
| 3.  | 3.  | The Wire        |                | Steve Robin      | Jerome Schwartz és Denise Hahn              | 2019. április 1.  |                   |
| 4.  | 4.  | Scandal         |                | Edward Ornelas   | Wendy Mericle és Catherine LePard           | 2019. április 8.  |                   |
| 5.  | 5.  | Lie to Me       |                | Wendey Stanzler  | Ola Shokunbi                                | 2019. április 15. |                   |
| 6.  | 6.  | The Fugitive    |                | Stacey K. Black  | Denise Hahn                                 | 2019. április 22. |                   |
| 7.  | 7.  | Ghost Whisperer |                | Randy Zisk       | Catherine LePard                            | 2019. április 29. |                   |
| 8.  | 8.  | Queen for a Day |                | Michael Katleman | Brook Sitgraves Turner                      | 2019. május 6.    |                   |
| 9.  | 9.  | Jeopardy!       |                | Silver Tree      | Corey Miller                                | 2019. május 13.   |                   |
| 10. | 10. | Queen for a Day |                | Michael Katleman | Marcia Clark, Elizabeth Craft és Sarah Fain | 2019. május 20.   |                   |